# Victor Diagne
Victor Diagne (Senegal; 5 de julio de 1971) es un exfutbolista de Senegal que jugaba en la posición de delantero.

## Carrera

### Club
| Periodo   | Club            |
| --------- | --------------- |
| 1989-1992 | ASC Jaraaf      |
| 1992-1996 | Germinal Ekeren |

### Selección nacional
Jugó para Senegal en 11 ocasiones de 1990 a 1996 y anotó cuatro goles; participó en la Copa Africana de Naciones 1992 donde anotó un gol en la victoria por 3-0 sobre Kenia.

## Logros
- Liga senegalesa de fútbol (1): 1989
- Copa senegalesa de fútbol (1): 1991
- Supercopa de Senegal (1): 1991